# Rodolfo Gil y Fernández
Rodolfo Gil y Fernández (Puente Genil, 1872-Valencia, 1938) fue un político y periodista español.

## Biografía
Nacido en la localidad cordobesa de Puente Genil en 1872, estudió en las universidades de Granada y Madrid hasta obtener el título de doctor en Filosofía y Letras. Desde muy joven se dedicó al periodismo, siendo redactor de La Unión y La Voz de Córdoba, y luego de El Día, El Globo, Diario Universal, La Opinión y ABC, así como colaborador de numerosas revistas. Participó también en la vida política y fue elegido tres veces diputado provincial por Madrid y gobernador civil de Orense y Tarragona. Además, impartió clases como profesor en varias academias. Murió en Valencia el 3 de junio de 1938, en plena guerra civil. Fue padre del escritor Rodolfo Gil Benumeya. 
Una calle en Puente Genil y otra en Córdoba llevan su nombre.

## Obras
- 1892. Importancia militar de Córdoba
- 1894. Séneca y la Mezquita
- 1896. Córdoba contemporánea [2]
- 1897. Oro de ley (poesías traducidas de autores latinos e hispanoárabes)
- 1901. Granada. El país de los sueños
- 1910. Querol (Monografías de Arte, vol. V)
- 1911. Romancero judeoespañol (Madrid)
- 1913. Sorolla (Monografías de Arte, vol. VII)
- 1919. Mirtos
- 1920. La vida y la ley
- 1922. La crisis de la Restauración (Madrid)